# Crithote horridipes
Crithote horridipes är en fjärilsart som beskrevs av Walker 1864. Crithote horridipes ingår i släktet Crithote och familjen nattflyn. Inga underarter finns listade i Catalogue of Life.